# Çamlıyayla

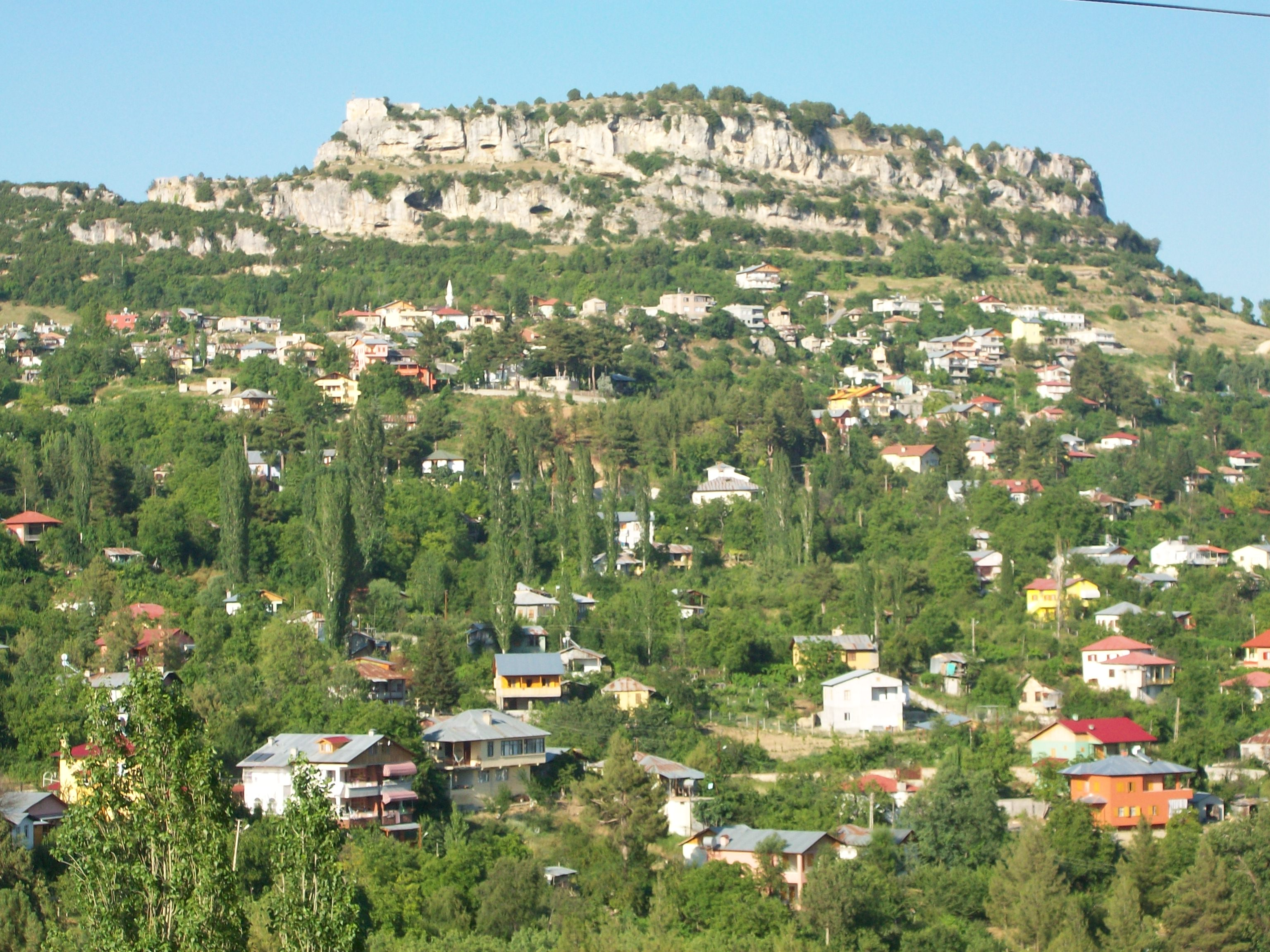
Çamlıyayla and Namrun Castle

Çamlıyayla là một huyện thuộc tỉnh Mersin, Thổ Nhĩ Kỳ. Huyện có diện tích 683 km² và dân số thời điểm năm 2007 là 11844 người, mật độ 17 người/km².